# Немачка подморница У-558
Подморница У-558 је била Немачка подморница типа VIIC и коришћена је у Другом светском рату. Подморница је изграђена 20. фебруара 1941. године и служила је у 1. подморничкој флотили (обука) (20. фебруар 1941 — 1. мај 1941), и у 1. подморничкој флотили (борбени брод) (1. мај 1941 — 20. јул 1943).

## Служба
По завршеном увежбавању посаде, подморница У-558 напушта базу Кил, 1. јуна 1941. године, под командом Гинтера Креха, и одлази на своје прво патролирање, које ће трајати 39 дана, а завршиће се упловљавењем у базу Брест 9. јула. У нову патролу У-558 креће из Бреста 28. јула 1941. године, и након једанест дана безуспешног патролирања, она се враћа у Брест. Дана, 25. августа, подморница У-558 напушта Брест и одлази у нову патролу.
У 16:41 сати, 28. августа 1941. године, британски трговачки брод  (заповедник Гилберт Кинел) из конвоја OS-4 је торпедован и потопљен од подморнице У-558, на око 330 наутичких миља западно од Фестнет Рока. Дванаест члана посаде и један стражар су изгубљени. Заповедника, 53 члана посаде и 4 старжара спашава британски разарач Vanoc и искрцава их у Ливерпул. Подморница У-558 се враћа у базу Брест 16. септембра 1941. године.
Дана, 11. октобра 1941. године, У-558 креће из Бреста у нову патролу. У 22:49 сати, 15. октобра, канадски трговачки брод  (заповедник Ерик Лаки Рупер), који је пловио без пратње, је погођен једним торпедом испаљеног са подморнице У-558, западно од Ирске, и тоне након још два поготка торпедима у 23:08 и 23:17 сати. Заједно са бродом на дно је отишли и 3.132 тоне различитог терета, 993 тона бакра, 751 тона алуминијума, 450 тона цинка, 352. тоне азбеста и 87 тона челика. Заповедник, 64 члана посаде, 8 старжара и 32 путника су погинила (сви људи на броду). Доста касније – 31. октобра, један британски ратни брод проналази чамац са два тела официра са овог брода.
У 01:28, 01:31 и 01:49 сати, 17. октобра, У-558 испаљује торпеда из прамчаних цеви ка конвоју SC-48 и извештава о могуће једном погођеном танкеру, једном потопљеном танкеру и једном потопљеном трговачком броду. Подморница је потопила бродове који су се налазили у конвоју на позицијама 103 и 104 - W.C. Teagle и Erviken. У 02:14 сати, она испаљује своје крмено торпедо, које потапа трговачки брод Rym.
Заповедник, 38 члана посаде и један стражар са британског танкера  (заповедник Харолд Ридверс Берлоу) су били изгубљени. Десет члана посаде је спасио разарач Broadwater (Поручник Бојноф Брода В. М. Л. Ествуд), али су девет од њих била изгуибљена следећег дана, када је разарач потопљен. Једини преживели са танкера, је био официр Хјустон, кога из воде извлачи корвета Veronica, и искрцава у Лондондери.
Норвешки трговачки брод  (заповедник Конрад Растед) је био последњи брод у колони, и запловио је ка бродоломцима са танкера W.C. Teagle. Брод је замало избегао судар са трговачким бродом Erviken, који је такође полако пловио ка истим бродоломницима, али је убрзо био погођен торпедом. На броду Rym одмах покушавају да повећају брзину, како би се вратили у конвој, међутим и њега погађа једно торпедо, у десни бок, између 1. и 2. товарног одељења и ломи се на два дела. Предњи део је био оцепљен и налазио се са леве стране, и био је повезан са остатком брода, једино преко дрвених греда, које је брод превозио. Командни мост и предљи чамац за спашавање су били уништени, стога 17 преживелих чланова посаде напушта брод у крменом чамцу за спашавање. Заповедник, главни механичар, један ложач и један морнар остају на палубу и пробају да спасу брод. Корвета  стиже три сата након што је брод торпедован и сакупља људе из чамца. Ујутру, кад је постало јасно да брод не може да се спаси, четири човека прелазе на палубу корвете, која затим топовском ватром потапа преостали део брода и одлази ка конвоју. Сви преживели су 19. октобра искрцани у Лондондерију.
Највероватније, да је брод Erviken (заповедник Пол Хеч) био погођен једним торпедом, када је застао да покупи преживеле са брода W.C. Teagle, и тоне у року од три минута. Заповедник и 18 Норвежана, 5 Британца и један Данац су погинули. Преосталих 14 чланова посаде спашавају са њиховог сплава две корвете, око четири сата касније. Једна од корвета остаје у тој области до свитања, али више није пронашла преживеле. Осим већ споменутог задњег дела брода Rym, који потапа топовском ватром и одлази ка Лондондерију. Постоји могућност, да су два члана посаде била спашена од разарача Broadwater, али су погинула следећег дана, када је немачка подморница У-101 потопила разарач.
Британска корвета Gladiolus, која је ескортовала конвој SC-48, је добила наређење да покупи преживеле са неколико торпедованих бродова и да се поново прикључи конвоју. Она је последњи пут виђена око 01:00 сати, и од тада јој се губи сваки траг.
Између 01.28 и 02.14 сати, 17. октобра 1941. године, подморница У-558 је испалила више торпеда ка конвоју, потапајући W.C. Teagle, Erviken и Rym а вероватно и корвету Gladiolus, мада постоји могућност да је корвета потопљена током напада немачке подморнице У-432, између 03:42 и 04:00 сати, истог дана.
До краја своје четврте патроле, У-558 није више имала успеха и враћа се у Брест, где стиже 25. октобра 1941. године. Месец дана касније – 24. новембра, она креће из Бреста у ново патролирање, које ће трајати 14 дана, али овог пута, подморница није забележила нова потапања. На следеће патролирање подморница креће из Бреста 10. фебруара 1942. године.
Дана, 24. фебруара 1942. године, у 04:28 сати, подморница У-558 испаљује два торпеда ка конвоју ONS-67, североисточно од Сен Џонса, и бележи два поготка на британском танкеру  (заповедник Алберт Џорџ Робинс), који тоне у року од 15 минута. Заповедника, 33 члана посаде и 8 стражара спашава британски трговачки брод Empire Flame, пребацујући их до спасилачког брода Toward, који их искрцава у Халифакс 1. марта 1942. године.
У 06.51 сати, У-558 поново напада конвој ONS-67, бележећи две експлозије и опажа један облак дима који излази из прамчаног дела танкера  (заповедник Јохан Кјерстад), који је био погођен једним торпедом у десни бок, проузроковавши велике штете на командном мосту и у предњем делу. Танкер стаје, помера товар ка крменим танковима, што поново потапа пропелере под воду, и са прамцем делимично у нивоу водене линије, покушава да достигне конвој. У 09:50 сати, 24. фебруара 1942. године, подморница у-558 испаљује три торопеда ка конвоју ONS-67, источно од Халифакса у интервалима од по једног минута. Креч бележи да су два брода стала, а трећи је наставио да плови. Први торпедо је погодио брод Anadara, кога ће касније да потопи подморница У-587. Друго торпедо је испаљено према броду Empire Celt, који је наставио са пловидбом након што га је оштетила подморница У-158 у 08:55 сати, али торпедо погађа оштећени Eidanger у десни бок у висини јарбола. Комплетну посаду од 39 чланова сакупља спасилачки брод Toward. У 15:40 сати, подморница У-558 проналази напуштени танкер, кога идентификује као Eidanger, и потапа га једним торпедом.
По завршетку патроле од 30 дана, У-558 упловљава у базу Брест 11. марта 1942. године, и ту остаје месец дана, где се она припрема за прву дужу патролу (трајаће 71 дан), на коју креће 12. априла.
У 05:40 сати, 12. маја 1942. године, британски помоћни ескортни ратни брод (преправљен рибарски брод) Bedfordshire је погођен једним торпедом, испаљеног са подморнице У-558, док се налазио у против-подморничкој патроли, под командом америчке морнарице, код рта Локаут, Северна Каролина. Брод се преломио на два дела и брзо потонуо са комплетном посадом од 37 чланова. Шест дана касније – 18. маја, у 06.15 сати, холандски трговачки брод  (заповедник J. ден Хејер) који је пловио без пратње, је био погођен једним торпедом и тоне након 17 минута. Подморница идентификује своју жртву као холандски теретни брод Towa.
Дана, 21. маја 1942. године, у 18:22 сати, подморница У-558 испаљује једно торпедо ка не брањеном канадском трговачком броду Troisdoc и након 53 секунди одјекнула је експлозија, Подморница израња и почиње да гранатира брод, који тоне на око 40 наутичких миља северозападно од Јамајке у 19:17 сати. Заповедника и 17 чланова посаде спашава кутер америчке обалне службе Mohawk.
Два дана касније – 23. маја, у 00:53 сати, незаштићен и ненаоружан амерички танкер William Boyce Thompson (заповедник Хјалмус В. Расмусен), на путу од Њујорка ка Каракау је погођен у десни бок једним торпедом са У-558, док је пловио брзином од 10.50 чвора, на око 120 наутичке миље јужно од Кингстона, Јамајка. Торпедо је погодило брод у 4. танк и отворило је једну рупу величине 20 стопа на десном боку и неколико мањих рупа на левом боку и оштећује палубу. Док су се 3. танк и пумпно одељење полако пунили водом, танкер бежи на север, пловећи пуном брзином и у цик-цак вожњи. Сутрадан стиже до залива Гуантанамо на Куби, и враћа се након поправке поново у службу.
У 01:34 сати, 25. маја 1942. године, ненаоружан и без пратње амерички трговачки брод  (заповедник Чарс Хендрикс) је погођен једним торпедом, испаљененог са подморнице У-558, али не експлодира. Подморница зато одмах израња и отвара ватру из својих топова од 88 mm и 20 mm, ка броду који плови у цик-цак, са раздаљине од око једне наутичке миље, и испаљује преко 30 граната. После првих погодака, заповедник закључује да не може побећи и наређује да се брод напусти. Посада од 8 официра и 22 морнара напуста брод у једном чамцу за спашавање и на три сплава. Један од сплавова пролази кроз линију ватре, и том приликом гине један морнар. У 03:05 сати, наилази један хидро-авион Каталина и напада подморницу дубинским бомбама, али У-558 успева да побегне под воду неоштећена. Брод Beatrice је последњи пут виђен од преживелих чланова посаде како лута у пламену, и тоне 15 сати након напада. Чамац за спашавање са 21 бродоломником долази до једног Јамајског острва, док британски патролни брод Hauken сакупља 9 преживелих са једног сплава и превози их у Кингстон, Јамајка. Са бродом је у дубине отишло и 4.549 тона необрађеног шећера.
Дана, 27. маја 1942. године, у 10:51 сати, незаштићени амерички армијски транспортни брод Jack (заповедик Серџ Барак) је погођен једним торпедом са подморнице У-558, на око 100 наутичких миља северозападно од Порт Салута, Хаити. Торпедо удара у десни бок брода, између јарбола и 2. товарног одељења. Експлозија отвара једну велику рупу на трупу, зауставља машине, и оштећује радио, спасилачки чамац на десном боку и један сплав. Брод брзо тоне у року од четири минута, и усисава са собом чамац за спашавање са левог бока, који је успешно поринут. Јако оштећени чамац са десног бока је поринут са свега два човека. У овај чамац се касније пребацују још 14 људи са једног сплава. Ове бродоломнике спашава америчка подморница USS Grunion 31. маја и пребацује их у поморничку базу Коко Соло 3. јуна, након што је подморница безуспешно тражила још преживелих. Два стражара и 5 члана посаде су пронађена након 32 дана на једном сплаву, и спашени су. Пет других људи на једном другом сплаву, више никад нису виђени. Заповедник, 26 члана посаде, три старжара и 7 путника је изгубљено.
У 02:55 сати, 2. јуна 1942. године, незаштићени холандски трговачки брод  (заповедник Б. ван Дијк) је био гранатиран од подморнице У-558, након што је осветљен једном светлећом ракетом, на око 470 наутичке миље од Бермудских острва. Брод проба да побегне ка западу, повећавајући брзину до максимума и узвраћа ватром, међутим стаје након 20 минута, пошто је тешко оштећен са неколико погодака, а погинула су и 5 члана посаде. Преживели чланови посаде напустају брод по наређењу заповедника, на три чамца за спашавање, јер је четврти био уништен. У 04:00 сати, горући брод се изврће и тоне, а 10 минута касније прилази подморница и испитује преживеле чланове посаде. Након што су преживели испитани Крех показује најкраћи правац ка Бермудским острвима и Порторику. Осам чланова посаде је било рањено, и касније умире један од њих. Заповедника, 28 члана посаде и једног путника спашава три дана касније амерички трговачки брод Mormack Port и искрцава их у Њујорк 9. јуна 1942. године.
Након патролаирања од 71. дана, подморница У-558 упловљава у луку Брест 21. јуна 1942. године, и ту остаје нешто више од месец дана, ради ремонта, попуне и одмора подморничара, које овако дуге патроле доводе до границе издржљивости. На своје следеће патролирање подморница У-558 креће из луке Брест 29. јула 1942. године.
У 10:34 сати, 25. августа, британски трговачки брод  (заповедник Томас Орфорд), који је одлутао од конвоја WAT-15, је торпедован и потопљен од подморнице У-558 на око 90 наутичких миља од Порт Моранта, Јамајка. Тринаест чланова посаде је том приликом погинуло, а заповедник, 25 члана посаде и 5 стражара је успело да се искрца на Јамајку.
Дана, 13. септембра 1942. године, у 06:22 и 06:23 сати, подморница У-558 испаљује три торпеда ка бродовима конвоја TAG-5 и бележи три поготка, након 1 минута и 50 секунди, 1 минута и 59 секунди и 2 минута и 40 секунди, али није извршена ниједана оптичка потврда због присуства ескортних бродова. У стварност, два брода су погођена, Suriname и Empire Lugard.
Заповедника, 35 члана посаде, 10 стражара и једног сигналисту са брода Empire Lugard (заповедник С. К. Ниелсен) је спасио норвешки танкер Vilja, након што је Empire Lugard потонуо заједно са 8.842 тоне боксита, и скрцао их на Тринидад.
Холандски трговачки брод  (заповедник В. Ј. Л. Хеис) је био погођен једним торпедом у десни бок према крми и заостаје за конвојем, док у исто време посада почиње да напуста брод. У 06:38 сати, подморница испаљује још једно торпедо са даљине од 1.800 метара ка броду Suriname, које погађа брод по средини, након чега се брод преврће и тоне у року од 7 минута. Нажалост, други торпедо погађа брод баш испод чамца за спашавање који је спустан у море, и од експлозије гине 12 људи у њему. Заповедника, и 68 других преживелих чланова посаде сакупљају амерички ескортни бродови.
Истог дана у 08:28 сати, подморница У-558 испаљује два торпеда ка норвешком танкеру  (заповедник Карл Андерсен), из конвоја TAG-5, погађа брод једним торпедом са леве стране ка прамцу. Заповедник, 29 члана посаде и четири стражара напустају брод у чамцима за спашавање, али остају у близини танкера, и након што су видели да брод не тоне и да се ништа не догађа, они се враћају на њега кроз четири сата. Једном брзом инспекцијом је откривено, да већина терета је сачувана а пумпно одељење је било до пола потопљено, док се морска вода налазила једино у танку број 5. Ипак посада одлучује да брод врати натраг у Порт Спеин, и убрзо проналази преживеле чланове посаде са брода Empire Lugard, који је нешто раније потонуо. На повратку ка луци, брод је био праћен од авиона, а нешто касније и од једног ескортног брода. Касније, када је брод након привременог ремонта послат за Њу Орлеанс, он се ломи на два дела, од којих је један потонуо, о други довучен у луку, где је проглашен за тотално уништен брод.
У 10:59 сати, 16. септембра 1942. године, незаштићени амерички трговачки брод  (заповедник Џејмс Улбур Ханли) је погођен једним торпедом, испаљеног из подморнице У-558, на око 75 наутичких миља источно од Тринидада. Брод није пловио у цик-цак вожњи и ишао је брзином од свега 9 чвора, мада је током ноћи неколо пута мењао правац. Торпедо је погодило брод у десни бок, у пределу 2. товарног одељења и изазвало је урушавање командног моста са те стране, којом приликом је неколикко људи пало у море. Већина од 8 официра, 21. члана посаде и 8 наоружаних стражара (брод је био наоружан са три топа), напуста брод у једном чамцу за спашавање и на једном сплаву. Други чамац за спашавење није поринут, зато што је брод потонуо веома брзо. Два официра, 5 члана посаде и 2 наоружана стражара је погинуло у овом нападу. Сви преживели људи са овог брода су касније стигли до Тобага.
Упловивши у базу Брест 16. октобра 1942. године, подморница У-558 је завршила своје патролирање, које је трајало 80 дана. У бази Брест подморница пролази ремонт и задржава се скоро два и по месеца. У ново патролирање, подморница У-558 креће 9. јануара 1943. године.
У 22:14 сати, 23. фебруара 1943. године, немачка подморница У-382 испаљује једно торпедо, а минут касније још два ка бродовима конвоја UC-1, јужно од Азурских острва. Заповедник немачке подморнице је известио о два потопљена брода, док је заправо само једно торпедо погодило британски танкер Empire Norseman у десни бок, што је изазвало заустављање брода.
Између 22:17 и 22:20 сати, истог дана, немачка подморница У-202 испаљује четири торпеда ка конвоју UC-1, и извештава о три погођена брода. Први торпедо је погодио холандски танкер Murena, а друго торпедо погађа британски танкер British Fortitude, међутим оба брода настављају са пловидбом. Треће торпедо погађа већ оштећени Empire Norseman у леви бок
.
У 23:45 сати, подморница У-558, опажа напуштени брод Empire Norseman и потапа га једним торпедом. На овом патролирању, које је такође трајало 80 дана, ово је био једини успех подморнице У-558. Она остаје у бази Брест мало више од месец дана и кређе на своје ново, и последње патролирање 8. маја 1943. године. Након 74 дана паролирања, 20. јула 1943. године, у Бискајском заливу, подморница У-558 је нападнута и потопљена од британских авиона Халифакс и америчких Либератор, који су је гађали дубинским бомбама. Том приликом гину 45 члана посаде, а свега 5 је преживело овај напад.

## Команданти
- Гинтер Крех (20. фебруар 1941 — 20. јул 1943)

## Бродови
| Име брода | Држава               | Тежина      | Година изградње | Датум напада        | Напомена        |
|           | Уједињено Краљевство | 10.298 тона | 1930.           | 28. август 1941.    | Потопљен        |
|           | Канада               | 9.472 тона  | 1929.           | 15. октобар 1941.   | Потопљен        |
|           | Норвешка             | 6.595 тона  | 1921.           | 17. октобар 1941.   | Потопљен        |
|           | Уједињено Краљевство | 925 тона    | 1940.           | 17. октобар 1941.   | Потопљен        |
|           | Норвешка             | 1.369 тона  | 1919.           | 17. октобар 1941.   | Потопљен        |
|           | Уједињено Краљевство | 9.552 тона  | 1917.           | 17. октобар 1941.   | Потопљен        |
|           | Уједињено Краљевство | 8.009 тона  | 1935.           | 24. фебруар 1942.   | Оштећен         |
|           | Норвешка             | 9.432 тона  | 1938.           | 24. фебруар 1942.   | Потопљен        |
|           | Уједињено Краљевство | 5.578 тона  | 1918.           | 24. фебруар 1942.   | Потопљен        |
|           | Уједињено Краљевство | 913 тона    | 1935.           | 12. мај 1942.       | Потопљен        |
|           | Холандија            | 1.254 тона  | 1912.           | 18. мај 1942.       | Потопљен        |
|           | Канада               | 1.925 тона  | 1928.           | 21. мај 1942.       | Потопљен        |
|           | САД                  | 7.061 тона  | 1921.           | 23. мај 1942.       | Оштећен         |
|           | САД                  | 3.451 тона  | 1917.           | 25. мај 1942.       | Потопљен        |
|           | САД                  | 2.622 тона  | 1919.           | 27. мај 1942.       | Потопљен        |
|           | Холандија            | 2.078 тона  | 1928.           | 2. јун 1942.        | Потопљен        |
|           | Уједињено Краљевство | 1.978 тона  | 1924.           | 25. август 1942.    | Потопљен        |
|           | Уједињено Краљевство | 7.241 тона  | 1941.           | 13. септембар 1942. | Потопљен        |
|           | Холандија            | 7.915 тона  | 1930.           | 13. септембар 1942. | Потопљен        |
|           | Норвешка             | 6.672 тона  | 1928.           | 13. септембар 1942. | Тотално уништен |
|           | САД                  | 2.606 тона  | 1920.           | 16. септембар 1942. | Потопљен        |
|           | Уједињено Краљевство | 9.811 тона  | 1942.           | 23. фебруар 1943.   | Потопљен        |
| --------- | -------------------- | ----------- | --------------- | ------------------- | --------------- |